# Маркус, Рудольф
Ру́дольф «Руди» Артур Ма́ркус (англ. Rudolph «Rudy» Arthur Marcus; род. 21 июля 1923, Монреаль, Канада) — американский химик канадского происхождения, основоположник теории переноса электрона в растворах (теория Маркуса), лауреат Нобелевской премии по химии 1992 года («За вклад в теорию реакций переноса электрона в химических системах»). Один из выдающихся химиков-теоретиков современности.
Доктор философии (1946), профессор Калтеха, где преподает с 1978 года. Член Национальной академии наук США (1970) и Американского философского общества (1990), иностранный член Лондонского королевского общества (1987), Китайской академии наук (1998).

## Биография
Родился в Ормстауне, в семье Меера Маркуса и Эстер Коэн, еврейских иммигрантов из Европы (мать переехала в Канаду из Манчестера, отец — из Вилькомира Ковенской губернии после пребывания в Нью-Йорке). Когда ему было 3 года семья переехала в Детройт и ещё через 6 лет вернулась в Монреаль. Отец занимался поденной работой в типографии Montreal Gazette, в швейной мастерской, продавал фотографические рамки в Галифаксе и Онтарио, работал подсобным клерком в овощных лавках, и семья жила очень бедно.
Учился в средней школе Baron Byng в рабочем еврейском районе Монреаля. Получил образование в Университете Макгилла, степени бакалавра в 1943 году и доктора философии в 1946 году. С последнего же года работал в Бруклинском политехническом институте (в 1951-1964), затем в Университете Северной Каролины, где в 1952 году разработал общую теорию Райса-Рамспергера-Кассела-Маркуса, объединив её с теорией переходного состояния. В 1958 году получил гражданство США. С 1962 года работал в Иллинойсском университете (в 1964-1978). Ныне именной профессор (Arthur Amos Noyes Professor) химии Калтеха, где преподает с 1978 года. Член Американской академии искусств и наук (1973).
В 2016 году подписал письмо с призывом к Greenpeace, Организации Объединённых Наций и правительствам всего мира прекратить борьбу с генетически модифицированными организмами (ГМО).

## Награды и отличия
- Премия Ирвинга Ленгмюра[англ.] (1978)
- Премия Вольфа по химии (1984/85)
- Премия столетия (1988)
- Лекции 3M (1988)
- Премия Петера Дебая[англ.] (1988)
- Премия Уилларда Гиббса (1988)
- Национальная научная медаль (1989)
- Edgar Fahs Smith Lecture (1991)
- Нобелевская премия по химии (1992)